# Beeston Regis
Beeston Regis ist eine Gemeinde an der Nordseeküste von Norfolk in England im Distrikt North Norfolk. Im Jahr 2001 zählte sie 1091 Einwohner.
Der Ort liegt 0,5 km von der A 149 entfernt, die Cromer mit King’s Lynn verbindet, und ist jeweils knapp 5,2 km von dem westlich gelegenen Cromer und dem nördlich gelegenen Norwich entfernt. London liegt gut 200 km südlich.

## Geschichte
Der Ort hieß früher Beeston-next-the-Sea. Nachdem im Jahr 1399 Henry Bolingbroke, 2. Duke of Lancaster, zum englischen König Heinrich IV. gekrönt worden war, wurde er in Beeston Regis umbenannt. Der ursprünglich lateinische Namenszusatz Regis [ˈiːdʒɪs] ist der Genitiv Singular von lateinisch Rex „König“ und bedeutet „des Königs“.
Beeston Regis wird im Domesday Book erwähnt. Im Zweiten Weltkrieg befand sich auf dem Beeston Hill (auch: Beeston Bump), einer 63 m hohen Klippe direkt an der Nordseeküste liegend, die Beeston Hill Y Station, eine Funkabhörstelle des britischen Geheimdienstes.

## Pfarrkirche All Saints
Der Turm der All-Saints-Kirche ist aus dem 14. Jahrhundert.